# 45e législature de la Chambre des représentants de Belgique
La 45e législature de la Chambre des représentants de Belgique a commencé le 27 novembre 1981, et fait suite aux élections législatives du 8 novembre 1981. Elle englobe le gouvernement Martens V.
Cette législature comptait 212 membres.

## Bureau
- Jean Defraigne, président
- Jef Ramaekers, 1er vice-président
- Frans Grootjans, 2e vice-président
- Lambert Kelchtermans, vice-président
- André Baudson, vice-president
- Joseph Michel, vice-president

## Présidents des groupes politiques
- Frans Baert
- Karel Blanckaert
- August De Winter
- Robert Henrion
- Guy Mathot
- Louis Tobback
- Emile Wauthy

## Membres
- Vic Anciaux
- Bernard Anselme
- Jos Ansoms
- Georges Antheunis
- Frans Baert
- Eddy Baldewijns
- Jean Barzin
- André Baudson
- Georges Beerden
- Jozef Belmans
- André Bertouille
- Ward Beysen
- Yvon Biefnot
- Karel Blanckaert
- Elie Bockstal
- Cécile Boeraeve-Derycke
- August Bogaerts
- Mathilde Boniface-Delobe
- Raoul Bonnel
- Gilbert Bossuyt
- André Bourgeois
- Marc Bourry
- Georgette Brenez
- Paul Breyne
- Louis Bril
- Hervé Brouhon
- Jacky Buchmann
- Willy Burgeon
- Philippe Busquin
- Georges Cardoen
- Jan Caudron
- Albert Claes
- Willy Claes
- Georges Clerfayt
- Guy Coëme
- Daniël Coens
- Fernand Colla
- Marcel Colla
- Jacques Collart
- Robert Collignon
- André Cools
- Bob Cools
- Alfons Coppieters
- Charles Cornet d'Elzius
- Jan Daems
- Adhémar d'Alcantara
- André Damseaux
- José Daras
- Norbert De Batselier
- André De Beul
- Raphaël Declercq
- Willy De Clercq
- Herman De Croo
- Armand De Decker
- Léon Defosset
- Jean Defraigne
- Louis De Grève
- Etienne De Groot
- Claude Dejardin
- Paul De Keersmaeker
- Thomas Delahaye
- Olivier Deleuze
- Jean-Baptiste Delhaye
- Jean-Jacques Delhaye
- Roger Delizée
- Herman De Loor
- Zefa De Loore-Raeymaekers
- Wivina Demeester
- Adhemar Deneir
- Robert Denison
- André Denys
- Pascal Deroubaix
- Willy Desaeyere
- José Desmarets
- Julien Desseyn
- Emmanuel Desutter
- Leona Detiège
- Jean-Pierre Detremmerie
- Godelieve Devos
- August De Winter
- Roger De Wulf
- Denis D'hondt
- Luc Dhoore
- Achille Diegenant
- Ludo Dierickx
- Karel Dillen
- Daniel Ducarme
- Jozef Dupré
- Alfred Evers
- Mark Eyskens
- Valmy Féaux
- Daniel Fedrigo
- Emile Flamant
- Jaak Gabriels
- Marc Galle
- Albert Gehlen
- Fernand Geyselings
- Jean Gol
- Richard Gondry
- Jean-Pierre Grafé
- Frans Grootjans
- François Guillaume
- Michel Hansenne
- Marc Harmegnies
- Yvon Harmegnies
- Robert Hendrick
- Robert Henrion
- Marcel Heughebaert
- Roger Hostekint
- Omer Huylebrouck
- René Jérôme
- Lambert Kelchtermans
- Theo Kelchtermans
- André Kempinaire
- Édouard Klein
- Etienne Knoops
- Serge Kubla
- Willy Kuijpers
- Maurice Lafosse
- Alfons Laridon
- Gérard le Hardÿ de Beaulieu
- Jan Lenssens
- Albert Lernoux
- Marc Lestienne
- Albert Liénard
- Jan Mangelschots
- Cyriel Marchand
- Wilfried Martens
- Guy Mathot
- Philippe Maystadt
- Oktaaf Meyntjens
- Joseph Michel
- Louis Michel
- Jean Militis
- Philippe Monfils
- Christiaan Moors
- Henri Mordant
- Jean Mottard
- Philippe Moureaux
- Georges Mundeleer
- Jacques Nagels
- Anne-Marie Neyts-Uyttebroek
- Roger Nols
- Charles-Ferdinand Nothomb
- Louis Olivier
- Marc Olivier
- Gaston Onkelinx
- Lucien Outers
- Louis Pans
- Renaat Peeters
- Jean-Pierre Perdieu
- Charles Petitjean
- Guy Pierard
- Fernand Piot
- Charles Poswick
- Jef Ramaekers
- Léon Remacle
- Marcel Remacle
- Edmond Rigo
- Basile-Jean Risopoulos
- Hubert Rubens
- Hugo Schiltz
- Henri Simonet
- Jozef Sleeckx
- Miet Smet
- Joos Somers
- Antoinette Spaak
- Georges Sprockeels
- Antoon Steverlynck
- Rika Steyaert
- Herman Suykerbuyk
- Frank Swaelen
- Willy Taelman
- Paul Tant
- Gilbert Temmerman
- Jean-Louis Thys
- Leo Tindemans
- Louis Tobback
- Michel Tromont
- Robert Urbain
- Jef Valkeniers
- Frank Van Acker
- Ignace Van Belle
- Lode Van Biervliet
- Jul Van Boxelaer
- Jean-Claude Van Cauwenberghe
- Paul Vanden Boeynants
- Luc Van den Bossche
- Luc Van den Brande
- Marilou Vanden Poel-Welkenhuysen
- Alain Van der Biest
- Lucien Van de Velde
- Jos Van Elewyck
- Jacques Van Gompel
- Paul Van Grembergen
- Erik Vankeirsbilck
- Willy Van Renterghem
- Hugo Van Rompaey
- Franz Vansteenkiste
- Louis Vanvelthoven
- Hubert Van Wambeke
- Frans Verberckmoes
- Guido Verhaegen
- Jan Verniers
- Daan Vervaet
- Alfred Vreven
- Melchior Wathelet
- Emile Wauthy
- Ghisleen Willems
- Freddy Willockx
- Yvan Ylieff